# Dorobanțu (gmina w okręgu Tulcza)
Dorobanțu – gmina w Rumunii, w okręgu Tulcza. Obejmuje miejscowości Ardealu, Cârjelari, Dorobanțu, Fântâna Oilor i Meșteru. W 2011 roku liczyła 1429 mieszkańców. 